# Уарпе (народ)
Уарпе — вымерший коренной народ Аргентины, проживавший раннее  в регионе Куйо. Делился на четыре этнические группы, которые отличались по территории расселения и диалектам. Это:  алентияк, милькаяк, чикиянес и  гуаначе.

## История

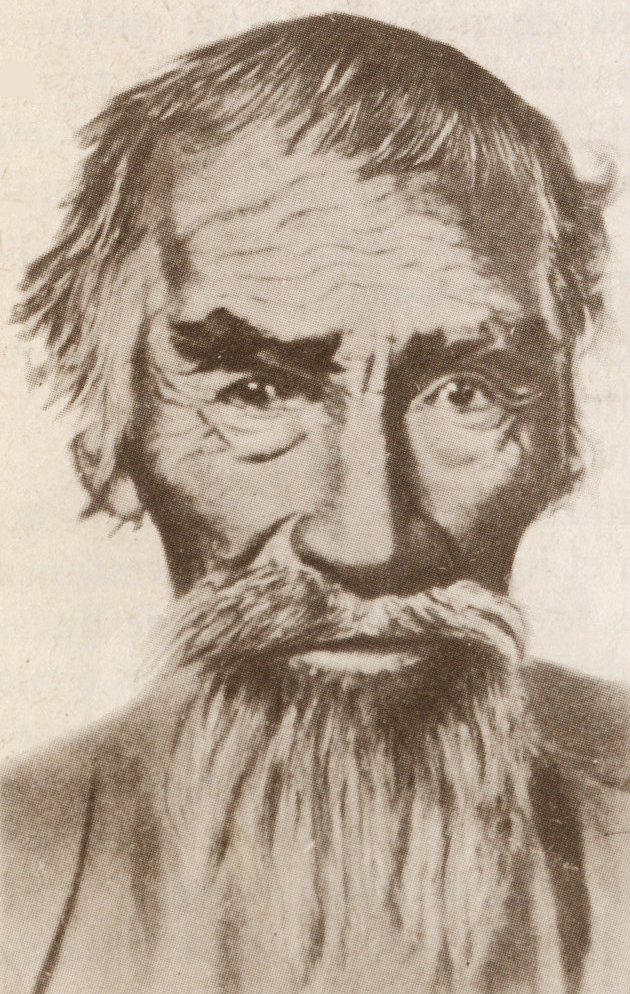
Мужчина уарпе из племени милькаяк

Индейцы уарпе пришли на земли нынешнего региона Куйо в 5 веке до н.э. В 15 веке они попали под влияние империи инков, переняв от них язык кечуа и разведение лам. В это же время территория их расселения была большой, ограничиваясь провинциями Сан-Хуан на севере, Неукен на юге и Сан-Луис на востоке.
После контакта с европейцами,  из за отсутствия иммунитета к завезенным болезням, численность уарпе резко сократилась. Негативно влияла также трудовая повинность, введенная испанцами для коренных народов. Эти причины способствовали полному вымиранию уарпе как этнической группы к середине 18 века. Несмотря на это во время переписи коренных народов Аргентины 2005 года 14400 человек назвали себя индейцами уарпе.

## Быт
Поселения уарпе строили вдоль рек и озер, выращивали кукурузу, тыкву, фасоль и киноа, а также занимались охотой и собирательством. Их деревни насчитывали 50-100 человек, в зависимости от места строили каменные, глиняные или соломенные жилища. Каждое поселение возглавлял вождь, являвшийся многоженцем. Их главным богом был Хунук Уар, также поклонялись солнцу, луне, холмам, рекам и утреней звезде.